# Clymenura tricirrata
Clymenura tricirrata är en ringmaskart som först beskrevs av Arwidsson 1906.  Clymenura tricirrata ingår i släktet Clymenura och familjen Maldanidae. Inga underarter finns listade i Catalogue of Life.